# Tetraopes cleroides
Tetraopes cleroides là một loài bọ cánh cứng trong họ Cerambycidae.